# Distrito de Zollernalb
El Distrito de Zollernalb (en alemán: Zollernalbkreis) es un distrito rural (Landkreis) situado en el centro del estado federado de Baden-Wurtemberg, Alemania. El distrito se encuentra enclavado en la Jura de Suabia. En su mayor parte se encuentra en la cuenca del río Neckar.
El distrito fue creado el 1 de enero de 1973 cuando se fusionaron los distritos de Balingen y Hechingen. Los distritos limítrofes son (en sentido de las agujas del reloj) Tubinga, Reutlingen, Sigmaringa, Tuttlingen, Rottweil y Freudenstadt. 

## Geografía
El distrito de Zollernalb se encuentra enclavado en el sur de la Jura de Suabia, a caballo entre el valle alto del río Neckar y el alto Danubio. El río Eyach, tributario del Neckar, nace en el distrito, muy cerca de la divisoria de aguas europea. El Scmiecha, por su parte discurre hacia el Danubio.

## Demografía
El número de habitantes según se extrae de los datos de la oficina de estadística de Baden-Wurtemberg es el siguiente: .
| Año                     | N.º Habitantes |
| ----------------------- | -------------- |
| 31 de diciembre de 1973 | 176.801        |
| 31 de diciembre de 1975 | 173.554        |
| 31 de diciembre de 1980 | 173.240        |
| 31 de diciembre de 1985 | 170.231        |
| 27 de mayo de 1987      | 172.245        |

| Año                     | N.º Habitantes |
| ----------------------- | -------------- |
| 31 de diciembre de 1990 | 181.635        |
| 31 de diciembre de 1995 | 192.862        |
| 31 de diciembre de 2000 | 192.891        |
| 31 de diciembre de 2005 | 192.722        |
| 30 de junio de 2006     | 192.505        |
| 31 de diciembre de 2008 | 190.294        |

## Política
La composición de la cámara del distrito o Kreistag es, desde el 7 de junio de 2009, la siguiente:
- CDU: 23 escaños
- Freie Wähler: 17 escaños
- SPD: 9 escaños
- FDP: 6 escaños
- Grüne: 5 escaños
- Die Linke: 1 escaño

## Ciudades y comunidades del distrito
| Ciudades (Städte) | Comunidades (Gemeinden) |
| --- | --- |
| 1. Albstadt 2. Balingen 3. Burladingen 4. Geislingen (5919) 5. Haigerloch 6. Hechingen 7. Meßstetten 8. Ostdorf 9. Rosenfeld (6407) 10. Schömberg (4651) | 1. Bisingen 2. Bitz 3. Dautmergen 4. Dormettingen 5. Dotternhausen 6. Grosselfingen 7. Hausen am Tann (474) 8. Jungingen (1353) 9. Nusplingen (1780) 10. Obernheim (1441) 11. Rangendingen (5234) 12. Ratshausen (743) 13. Straßberg (2448) 14. Weilen unter den Rinnen (601) 15. Winterlingen (6420) 16. Zimmern unter der Burg (482) |
| Verwaltungsgemeinschaften | 1. Bisingen 2. Bitz 3. Dautmergen 4. Dormettingen 5. Dotternhausen 6. Grosselfingen 7. Hausen am Tann (474) 8. Jungingen (1353) 9. Nusplingen (1780) 10. Obernheim (1441) 11. Rangendingen (5234) 12. Ratshausen (743) 13. Straßberg (2448) 14. Weilen unter den Rinnen (601) 15. Winterlingen (6420) 16. Zimmern unter der Burg (482) |
| 1. Albstadt 2. Balingen 3. Bisingen 4. Hechingen 5. Meßstetten 6. Oberes Schlichemtal 7. Winterlingen                                                    | 1. Bisingen 2. Bitz 3. Dautmergen 4. Dormettingen 5. Dotternhausen 6. Grosselfingen 7. Hausen am Tann (474) 8. Jungingen (1353) 9. Nusplingen (1780) 10. Obernheim (1441) 11. Rangendingen (5234) 12. Ratshausen (743) 13. Straßberg (2448) 14. Weilen unter den Rinnen (601) 15. Winterlingen (6420) 16. Zimmern unter der Burg (482) |